# 莪相

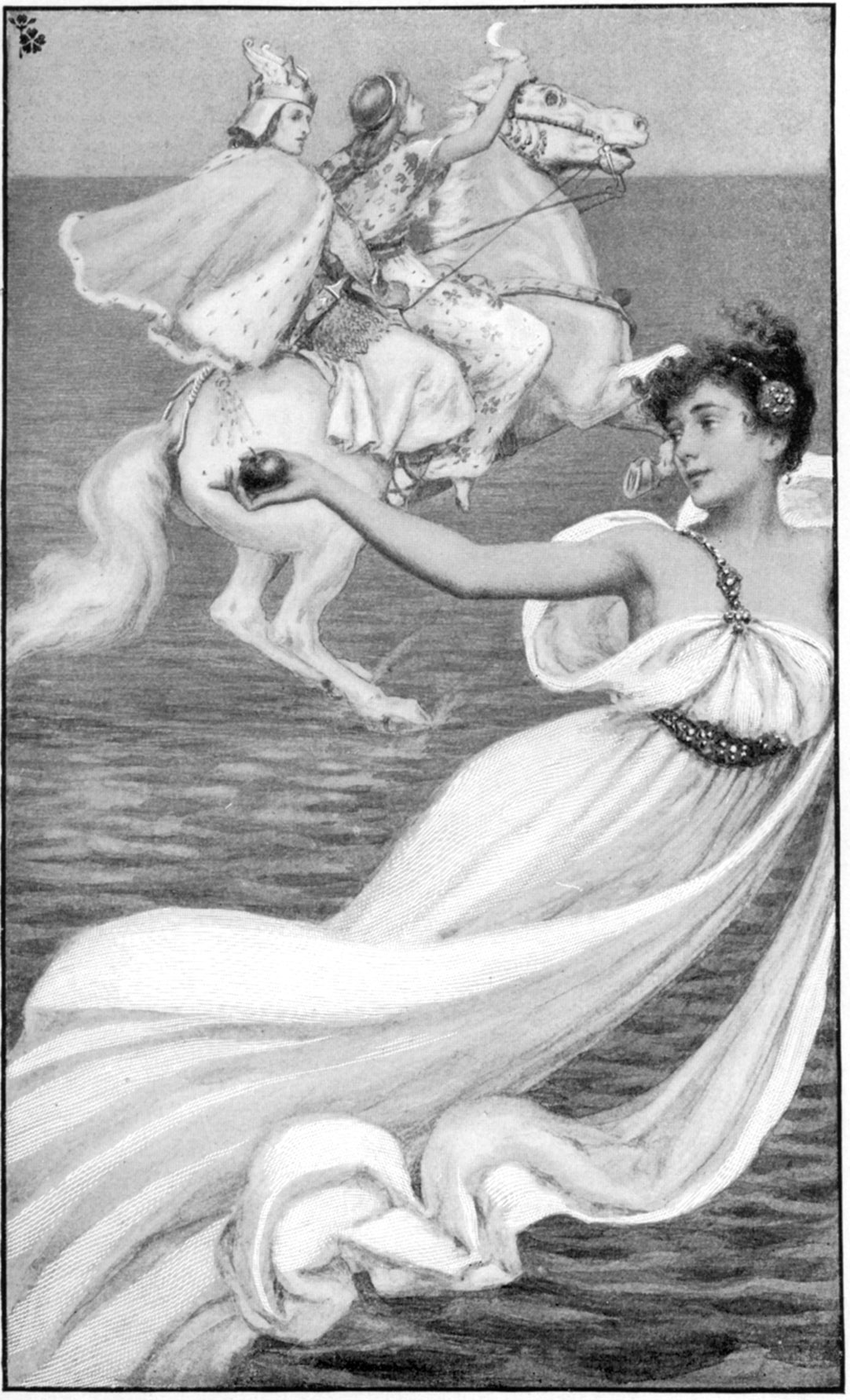
莪相與妮芙前往青春之地途中遇到仙女，Albert Herter，1899（插画）

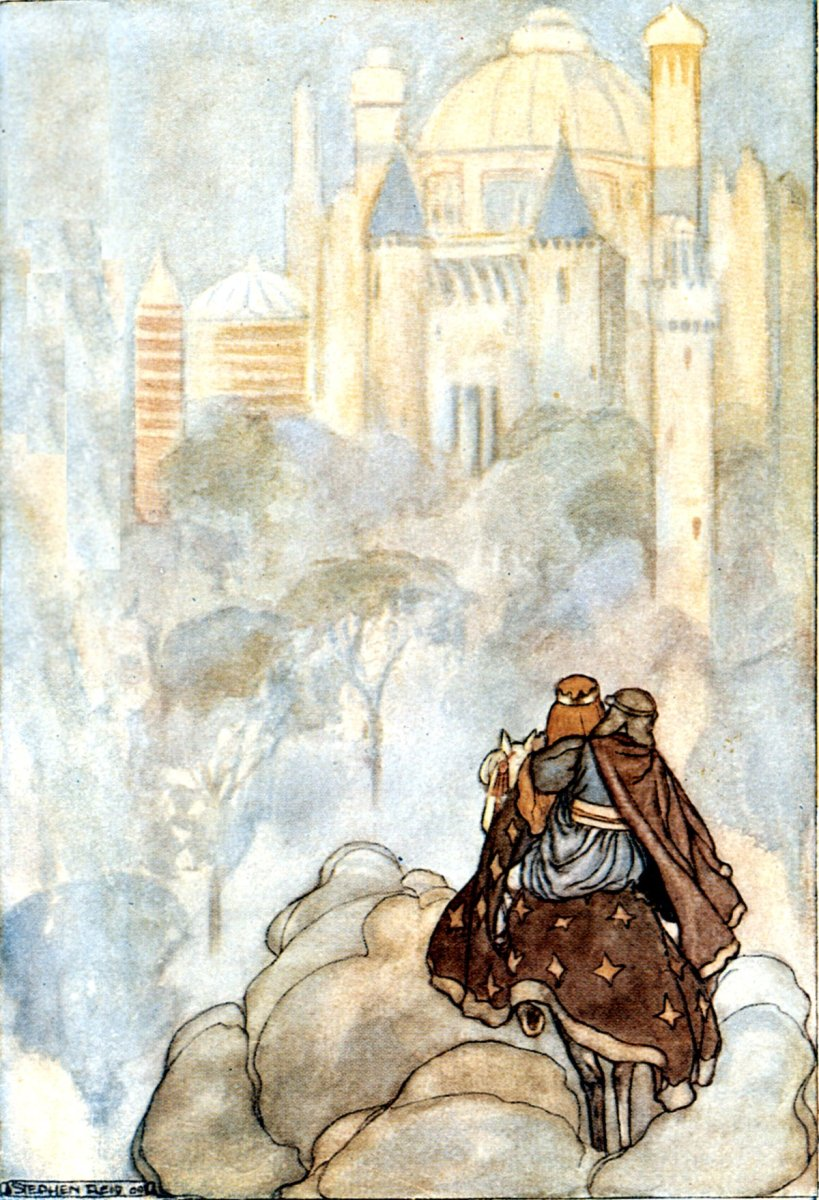
莪相与妮芙抵达青春之地，Stephen Reid，1910（插画）

莪相（愛爾蘭語：Oisín，愛爾蘭語發音：[ɔˈʃiːnʲ, ˈɔʃiːnʲ]），又作Osian、Ossian（發音：/ˈɒʃən/）或盎格魯化作Osheen（發音：/oʊˈʃiːn/）等，或称莪相·麦克芬恩（Oisín mac Finn，“芬恩之子莪相”），是愛爾蘭神話中的人物。他被認為是愛爾蘭神話中最偉大的詩人，是費奧納戰士團（Fianna）的成員之一。他是英雄芬恩·麦克库（Fionn mac Cumhaill）與塞芙（Sadhbh）之子，曾到访青春之地提爾納諾（Tir na nÓg），是诸多传说和诗歌中的口述者。或译奥西安、奥西恩、奥伊辛等。
18世纪下半叶，苏格兰詩人詹姆斯·麥佛森发表了一系列史诗，声称其原作者为吟游诗人莪相（作Ossian），并由自己翻译为英文，后整编为《莪相诗集》（The Poems of Ossian）。诗作在欧洲影响巨大，对欧洲早期浪漫主义运动和民族主义产生了重要影响；莪相的形象因此得到进一步丰富，成为浪漫主义文学和艺术作品中的典型人物。

## 爱尔兰神话中的莪相
莪相的名字在古愛爾蘭語中的字面涵義為「幼鹿」。根據傳說，他的母親塞芙被一個名叫Fear Doirche的德魯伊變成一頭鹿；芬恩·麦克库在打獵時，抓到了塞芙所变的母鹿，而他的猎犬认出母鹿本是人类，于是没有攻击她。芬恩·麦克库将塞芙带回家中，她才摆脱魔咒、現出人形；芬恩·麦克库于是与塞芙相爱，定居生活，不再独自漂泊。不久后，塞芙身怀有孕，但Fear Doirche趁芬恩·麦克库不在时再次把她變成了鹿。芬恩·麦克库花了七年寻找塞芙一无所获，最后在布爾本山上發現了他的兒子，也就是莪相。在其他版本的故事中，莪相跟芬恩·麦克库的首次見面發生在他長大成人後，兩人初次見面時，為了一頭烤豬而發生爭執，之後他們才發現彼此是父子。
莪相的故事主要出自于傳奇《莪相的青春之地之旅》。他遇見了海神马纳南·麦克里尔（Manannán mac Lir）的女儿金髮妮芙，而在那時，由於一則預言之故，马纳南把妮芙的頭變成了豬頭。妮芙告訴莪相說，如果他願意娶她，那她就會回復原狀，莪相答應了。之後兩人相爱，妮芙带莪相一同前往青春之地（Tir na nÓg，音译为「提爾納諾」；又稱Tir Tairngire，「应许之地」）。

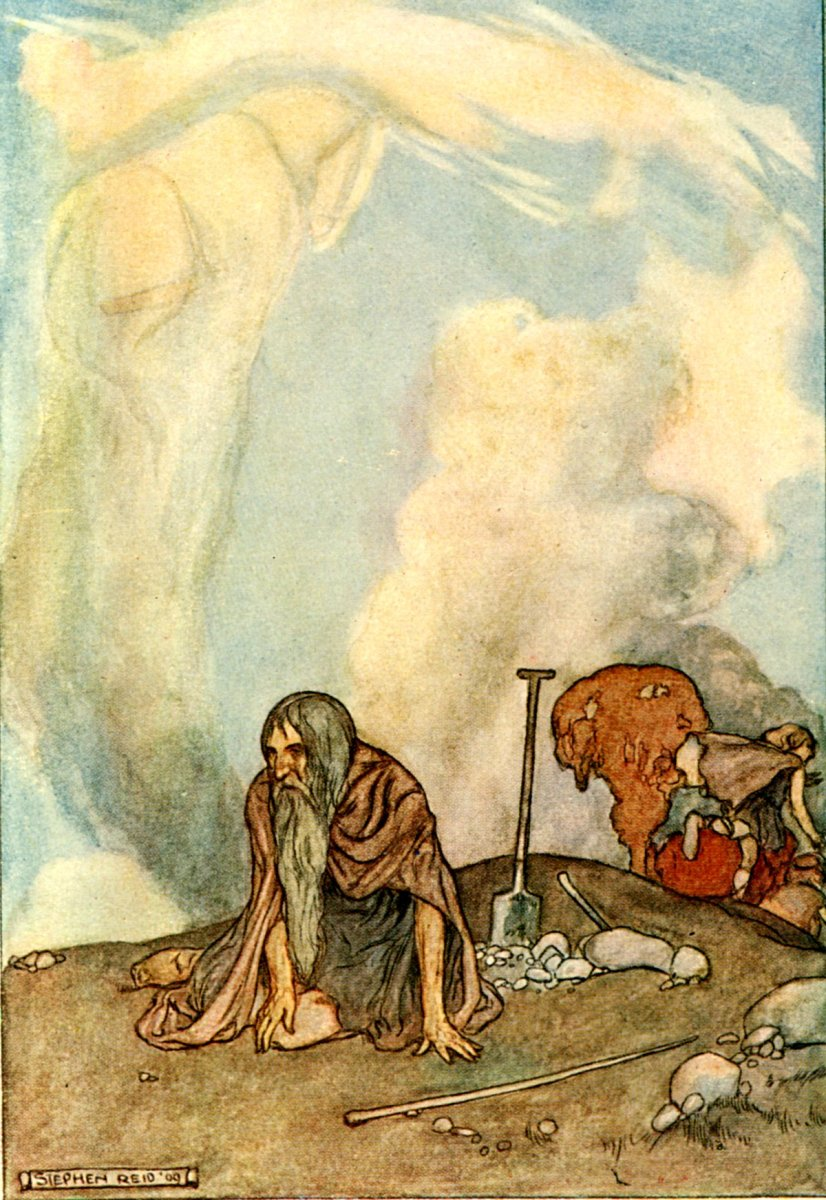
莪相坠下马背变成老人，Stephen Reid，1910（插画）

在兩人居於青春之地期間，他們生下了长子奧斯卡（Oscar）、女儿普罗努蒙（Plor na mBan，意为“女中之花”）和次子芬（Finn）。在青春之地度过三年的极乐生活后，莪相思念起故乡和費奧納戰士團的亲友，決定回到愛爾蘭。妮芙并不情愿但最终只能答应，在莪相離開青春之地前，妮芙让莪相骑上带他们来到青春之地的神马Embarr，並告誡他說絕不可離開馬背，否则将无法再回到青春之地。莪相回到了爱尔兰；在部分故事中，他回到了故乡，发现一切都已物是人非。在爱尔兰时，有人让莪相帮忙搬动一塊大石頭，他便坐在马背上俯身用力，结果馬腹帶斷裂而摔落地面（部分故事中是主动下马），结果竟然一下子从俊美的青年变成了老人，年老气衰、双目失明；神马独自返回了青春之地。原来，在青春之地度过的三年竟然是人间的三百年。
在部分版本的故事中，莪相與圣帕特里克會面，他將費奧納戰士團的历史和自己游历的青春之地故事講給了圣帕特里克，这段故事于是流传下来；不久後莪相就去世了。在有些傳說中，两人的互动更为具体。莪相和圣帕特里克因彼此信仰不同而互相嫌恶，圣帕特里克向莪相宣扬基督教，莪相则十分厌恶。传说莪相為了保护圣帕特里克而與一頭公牛搏鬥，並殺死了公牛，之後圣帕特里克返回时，發現莪相睡在牛皮下。作為對殺死公牛的回報，莪相请求圣帕特里克将他死後面向東方葬在阿馬郡的古利安山（Slieve Gullion）上；而根據一些傳說，莪相死後，他的遺體以他當初宰殺的那頭公牛的皮覆蓋，並葬在馬諾漢密爾頓（Manorhamilton）附近的柯倫山（Curran Mountain）上。
在《列祖傳》（Acallam na Senórach）中，莪相與其戰友凱爾提·麥羅南（Caílte mac Rónáin）活到了圣帕特里克的時代，並將費奧納戰士團的故事講給了圣帕特里克；部分故事中，莪相皈依了基督教。葉慈的诗作《莪相浪跡天涯》（The Wanderings of Oisin）根据这一故事创作。
莪相之墓的所在地有所爭議，有謠傳指出莪相之墓位於蘇格蘭伯斯的格蘭諾蒙特（Glenalmond），華茲渥斯並因此寫了一首題為《狹窄的幽谷格蘭諾蒙特》（Glen-Almain, the Narrow Glen）的詩；其他人則稱莪相之墓在安特里姆郡九幽谷中一個被好幾代人稱為莪相墓的地方，是個位於庫申多爾村（Cushendall）郊外靠近急光峽河的Lubitavish山的山坡上的石堆。

## 近代文学艺术中的莪相
蘇格蘭詩人詹姆斯·麥佛森在1760年代發表了一系列的史詩，后整编为《莪相诗集》（The Poems of Ossian），并声称他所發表的詩作是他從古代蘇格蘭蓋爾語文獻及口头文学轉譯成的，原作者即为莪相。麥佛森假托莪相之名创作的诗作形式为诗歌散文，语言简短，具有史诗式的风格，主要内容是年老的吟游诗人莪相讲述自己的一生，但与实际流传的爱尔兰神话故事关联有限，其中人物包括他的父亲芬格尔（Fingal，部分基于芬恩·麦克库创编）、他死去的儿子奥斯卡，以及奥斯卡的恋人、照顾老年莪相的玛尔维娜（Malvina）等。現代學者指出，麥佛森發表的诗歌基於真正的蓋爾詩歌，但他對原本的角色和概念做出大量調整，並加入許多自己的元素，以适应当代人的喜好。
这些诗作是否为莪相所作在同时代即飽受爭議，但在欧洲反响巨大，对凯尔特语和凯尔特文化的复兴、欧洲的浪漫主义文艺运动乃至民族主义产生了影响。莪相的形象则因詹姆斯·麥佛森及后来的二次创作而更加丰富，吸引了极大兴趣，成为浪漫主义文学、戏剧、绘画和音乐作品中的表现对象之一。莪相诗作影響了歌德、司各特等許多作家；拿破仑、狄德罗等人对相关诗歌十分喜爱，伏尔泰则曾仿写过一些诗作；梭罗、裴多菲等人都曾将莪相比之于荷马。托马斯·杰斐逊则称莪相为“有史以来最伟大的诗人”，并想要学习盖尔语以便阅读原作。在德意志和斯堪的纳维亚，莪相作为凯尔特人的身份被忽略或误解，反而经常被认为是日耳曼人，并成为日耳曼民族主义的寄托对象。在大不列颠，莪相的影响相比之下并不十分巨大。截至19世纪初，莪相及相关诗作在苏格兰民族主义言论中起到的作用有限，爱尔兰人则认为麥佛森是窃取爱尔兰神话传说中的元素；身为苏格兰人的休谟起初支持麥佛森，但后来则怀疑所谓莪相诗作的真实性；塞缪尔·约翰逊对麦佛森及其所发表的诗作嗤之以鼻；另有大量学者依据史实或盖尔语文献驳斥莪相诗作的真实性。
奥斯卡（Oscar）这一源于凯尔特语的男性名字正是由于麥佛森发表的莪相诗歌而在整个欧洲流行开来。1799年，让-巴蒂斯特·贝尔纳多特的独子诞生，在拿破仑的建议下，他以莪相之子奥斯卡的名字为其命名；贝尔纳多特后来成为瑞典-挪威国王，奥斯卡则在其之后于1844年继位为奥斯卡一世。“奥斯卡”因此成为了王室使用的名字，这使得奥斯卡一名此后在北欧尤其受欢迎。奥斯卡的恋人玛尔维娜（Malvina）的名字也成为欧洲常见的女性名字。

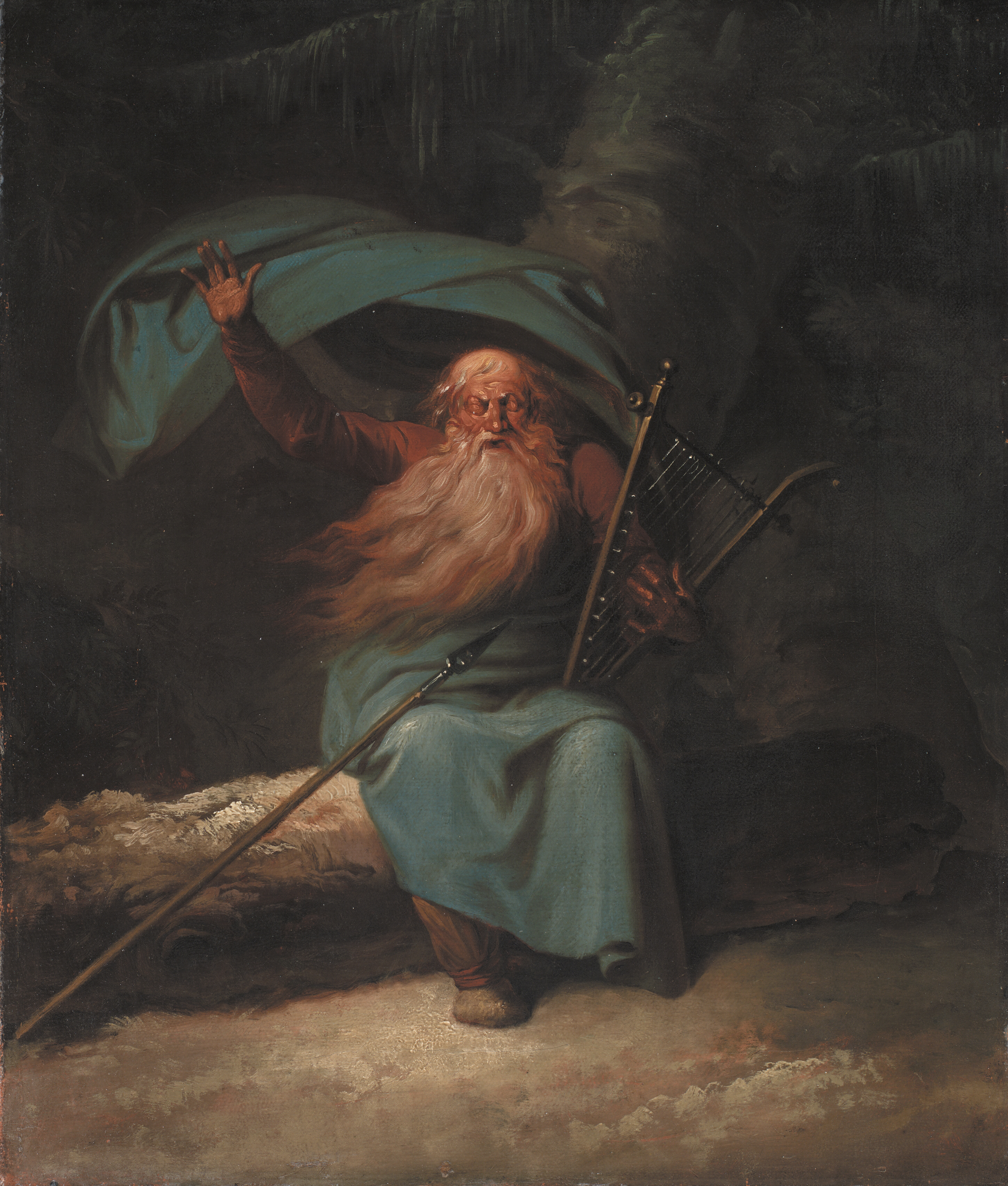
《莪相的临终绝唱》，Nicolai Abildgaard（英语：Nicolai Abildgaard）（丹麦），1787
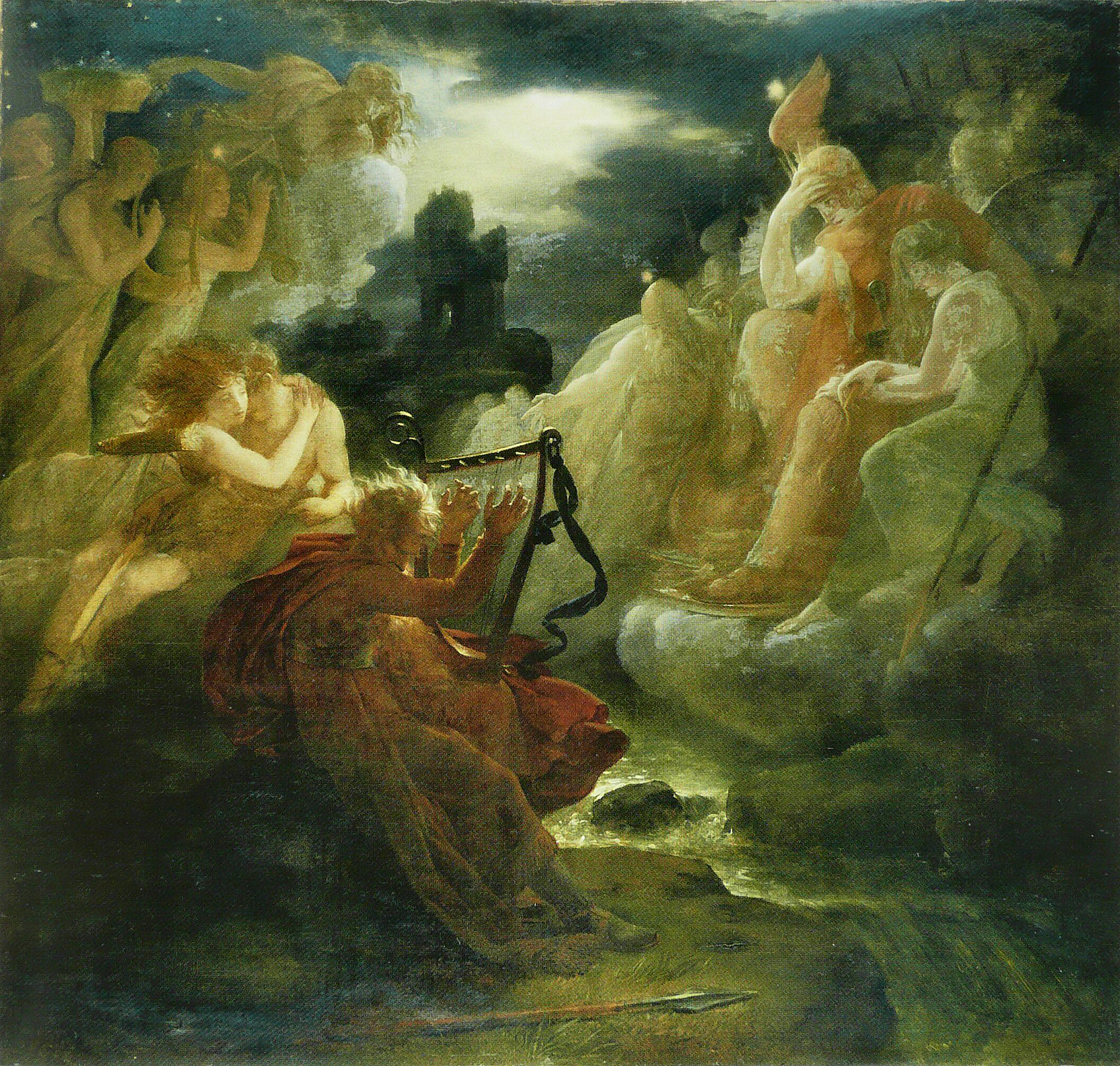
《莪相在洛拉河畔弹奏竖琴引来灵魂》，弗朗索瓦·热拉尔（法国），1801
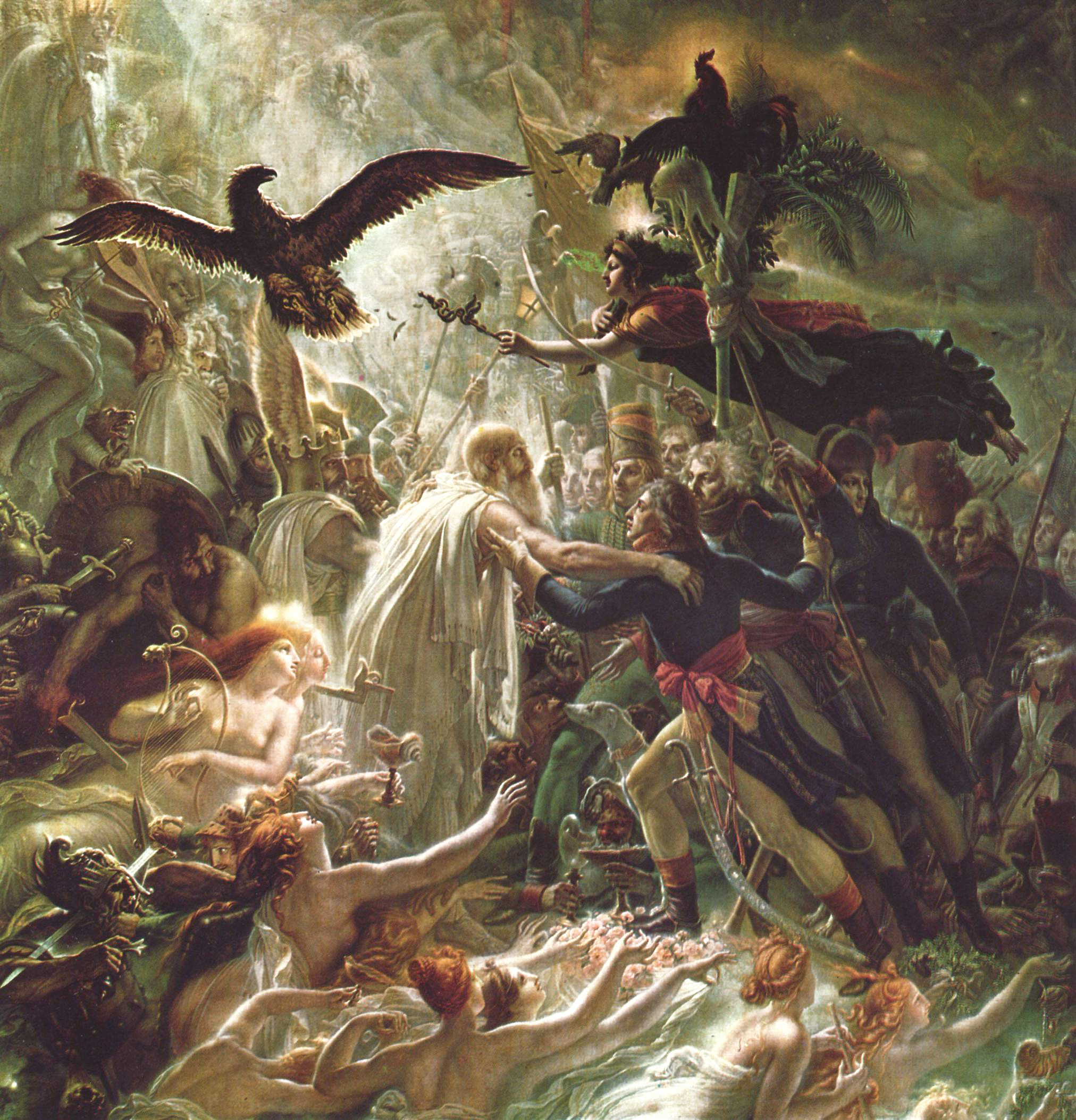
《莪相迎接阵亡法国将士英魂》，安·路易·吉罗代·特里奥松（法国），1805
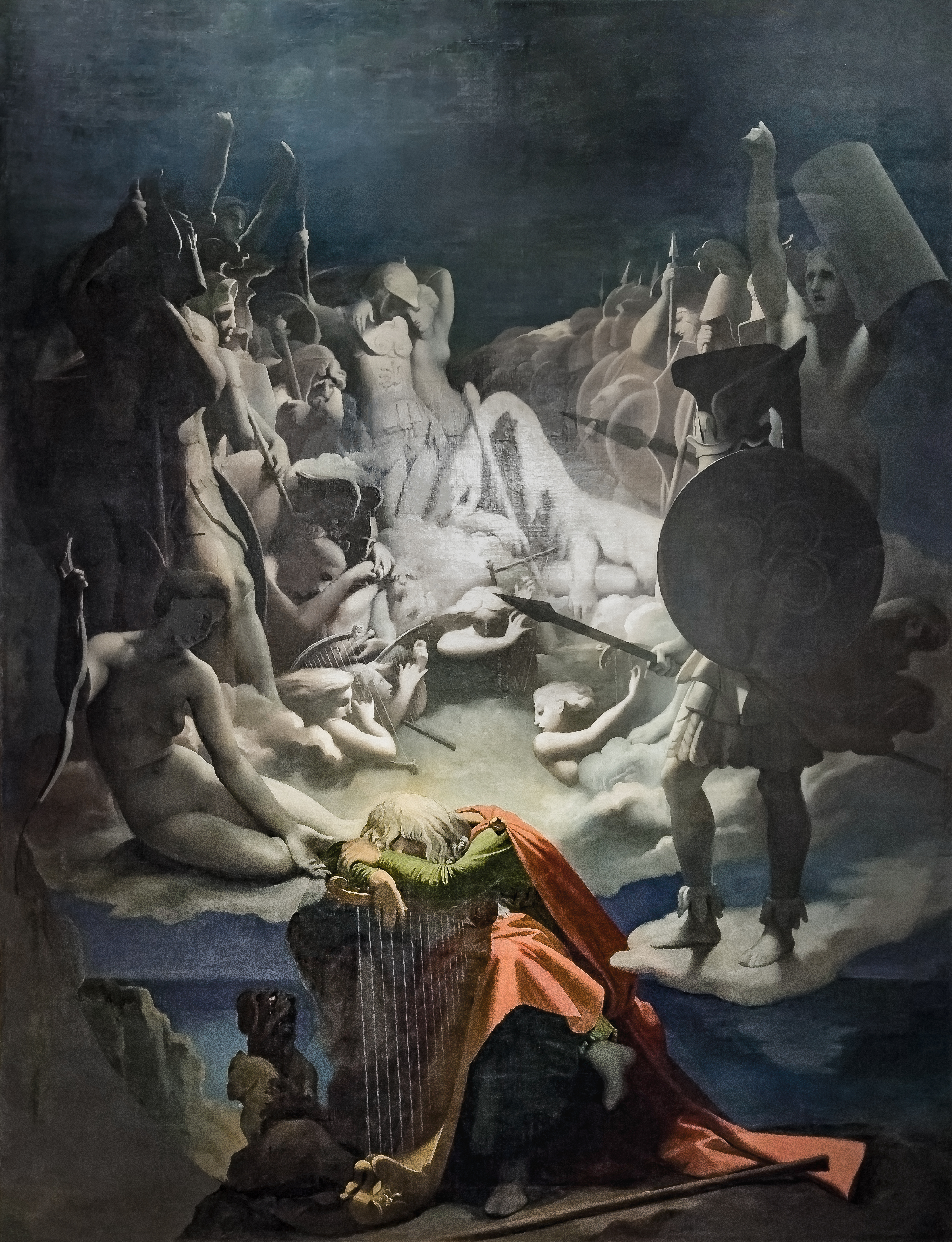
《莪相之梦》，安格尔（法国），1813

## 文化影響
- 莪相在賈密与葛蘭妮（英语：The Pursuit of Diarmuid and Gráinne）的故事中作为次要角色出现。
- 《倫斯特之書（英语：Book of Leinster）》中的詩《Ogum i llia lia uas lecht》據傳為莪相所作。
- 莪相與圣帕特里克是葉慈的詩《莪相浪跡天涯》的主角；葉慈的另一首詩《馬戲團動物之遺棄》（The Circus Animals' Desertion）中也有提及莪相。
- 在迈克·纽维尔的電影《Into the West》中，一匹高大的白馬被命名為提爾納諾。在這部電影的故事中，祖父賴利（Grandfather Reilly）受這匹馬的引導來到都柏林，他之後把這匹馬給了他的孫子莪西（Ossie）和帝多（Tito）。賴利向他们讲述了莪相游历青春之地提爾納諾的故事。
- 在John Lenahan的小說與有聲書《陰影魔術》（Shadowmagic）中，莪相是青春之地之王且是故事中的主角康納（Connor）的父亲。
- 在Tom Deitz的現代奇幻小說《大衛·蘇利文系列》中，莪相是主角的指導者。
- 在義大利的漫畫書中，莪相與扎戈爾（Zagor）並肩作戰。
- 1981年由Lee Mishkin執導、Fred Hellmich擔任動畫師的短篇電影《Faeries》，其內容基本上是莪相神話的翻版；而這個短篇電影中有許元素來自1978年由布莱恩·弗劳德（Brian Froud）和艾倫·李（Alan Lee）所撰寫和插畫的同名書籍《Faeries》。
- 在日本的角色扮演遊戲《火焰之纹章 多拉基亚776》中，莪相是費奧納義勇軍（フィアナ義勇軍）中的角色。
- 手机游戏《方舟指令》中，莪相是其中角色之一。

### 基因學
- 在《島嶼之血》（Blood of the Isles）中，布莱恩·赛克斯將一個與Y染色體單倍群R1b相關的族群的男性家長給叫做「莪相」，而他在《夏娃的七个女儿——追踪人类遗传先祖的科学故事》（The Seven Daughters of Eve）一書中也曾做出類似的內容。

## 註解
1. ↑  Beresford Ellis, Peter: "A Dictionary of Irish Mythology", page 189. Constable, London, 1987. ISBN 0-09-467540-6
2. ↑  Frehan, Pádraic. . Rodopi. 2012. ISBN 9789042035904. OCLC 819379953.
3. ↑  Gregory, Lady: "Gods and Fighting Men", page 149. Colin Smythe, 1987. ISBN 0-901072-37-0
4. ↑  Tatar, Maria (编). . 2017. ISBN 9780143111696. OCLC 952384463.
5. ↑  Heaney, Marie: "Over Nine Waves", page 214. Faber and Faber Ltd., London, 1994. ISBN 0-571-14231-1
6. ↑  Smyth, Daragh.  2nd. Blackrock, Co. Dublin: Irish Academic Press. 1996. ISBN 0716526123. OCLC 36338076.
7. ↑  Thomson, Derick: The Gaelic Sources of Macpherson's "Ossian", 1952.
8. ↑  Beresford Ellis, Peter: "A Dictionary of Irish Mythology", page 159. Constable, London, 1987. ISBN 0-09-467540-6
9. ↑  Howard Gaskill, The reception of Ossian in Europe (2004)

## 外部連結
- Oisín and Niam （页面存档备份，存于）
- The Youth of Oisin （页面存档备份，存于）
- .  (第11版). London. 1911.